# Kusan Suryŏn
Kusan Suryŏn (ur. 12 grudnia 1909, zm. 16 grudnia 1983) – współczesny koreański mistrz sŏn.

## Życiorys
Urodził się w Namwon przy górze Jiri-san w prowincji Chŏllabuk na południu Korei. Od dzieciństwa cierpiał na nieustanne choroby. W 14 roku życia, po śmierci ojca, przejął jego zakład fryzjerski i utrzymywał rodzinę. Pewnego dnia w czasie ciężkiej choroby usłyszał słowa wędrownego mnicha buddyjskiego Ciało jest odbiciem umysłu. Ponieważ prawdziwa natura jest czysta, skąd pochodzi choroba? Doznał wtedy religijnego przebudzenia. Udał się do klasztoru Yŏngwon na górze Chiri i wziął udział w 100-dniowym odosobnieniu medytacyjnym, w trakcie którego całkowicie wyzdrowiał.
W 1937 r. został nowicjuszem i zdecydowanym uczniem mistrza sŏn 효봉 학눌 Hyobonga Hangnula w Songgwang-sa. Przez następnych siedem lat prowadził bardzo mocną praktykę konganową (chiń. Koan) na Jiri-san, w Songgwang sa i w T'ongdo sa, gdzie został mnichem. W 1943 r. wybudował pustelnię Chŏngak (Właściwe Przebudzenie) przy klasztorze Chŏngam.
Po tym mocnym okresie praktyki w 1946 r. przeżył swoje pierwsze przebudzenie i otrzymał inga (pieczęć potwierdzenia). W 1946 r. mistrz Hyobong przebywał w Haein sa i Kusan prowadził sprawy administracyjne klasztoru. W czasie wojny koreańskiej mnisi rozproszyli się i Kusan przeniósł się do Ŭngsŏk sa w Chinju.
W 1951 r. otrzymał od mistrza Hyobonga przekaz Dharmy. Przez następne 4 lata był opatem Mirŭk sa i od 1954 r. asystował mistrzowi Hyobongowi w oczyszczaniu koreańskiego buddyzmu z japońskich wpływów.
Po pewnym czasie uznał, że jego praktyka nie jest jeszcze zakończona i udał się do pustelni Paegun am. Praktykował jeszcze mocniej niż dawniej, nigdy nie kładąc się spać, stojąc w jednej pozycji i medytując z nożem przywiązanym do kija i przytkniętym do szyi, co chroniło go przed zaśnięciem. Po trzech latach takiej praktyki osiągnął ostatecznie w 1959 r. wielkie przebudzenie.
W 1962 r. na życzenie swojego mistrza opuścił pustelnię i został opatem Tonghua sa obok Daegu. Rozpoczął także wędrówki po Korei nauczając świeckich ludzi.
W 1962 r. został mistrzem sŏn w klasztorze Songgwang. Odbudował klasztor po olbrzymich zniszczeniach wojennych. W 1969 r. klasztor ten stał się jednym z klasztorów systemu ch'ongnim.
W 1972 r. przybył do USA do Sambo sa – Świątyni Trzech Skarbów, która została wybudowana w dolinie Carmel w Kalifornii. W 1973 r. powrócił do Songgwang sa, gdzie nauczał także amerykańskich mnichów i mniszki powoli wprowadzając ich w życie pełną praktykę koreańskich mnichów. Założył także Bulil International Sŏn Center dla praktykujących sŏn z zagranicy.
W kwietniu 1980 r. ponownie przybył do USA i założył Korea sa w Los Angeles jako filię Songgwang-sa.
Zmarł w pozycji lotosu 16 grudnia 1983 r.
Jak wszyscy koreańscy mistrzowie sŏn prowadził uczniów zgodnie z metodą konganową. Głównym hwadu było z reguły Wu chińskiego mistrza chan Zhaozhou Congshena.
W 1975 r. wydał książkę Seven Perfections (tematem jest ponowne wprowadzenie buddyzmu w codzienne życie).
W 1976 r. wydał zbiór swoich mów Dharmy Nine Mountains.